# بازی‌های ویدئویی در برزیل
بازی‌های ویدئویی در برزیل (انگلیسی: Video games in Brazil) در سال‌های اخیر به‌طور فزاینده‌ای در برزیل محبوب شده‌اند و بازار بازی این کشور رشد سریعی را تجربه می‌کند. برزیل در حال حاضر سیزدهمین بازار بزرگ بازی‌های ویدیویی در جهان است و درآمدی بالغ بر ۱٫۶ میلیارد دلار در سال ۲۰۲۰ دارد.
علیرغم محبوبیت بازی در برزیل، این صنعت هنوز نسبتاً جوان است و با چالش‌های منحصر به فردی روبرو است. یکی از بزرگ‌ترین چالش‌ها هزینه بالای کنسول‌ها و بازی‌های ویدیویی است که باعث می‌شود برای بسیاری از برزیلی‌ها گران‌تر شوند. این منجر به بازار پر رونقی برای بازی‌های دزدی شده‌است که به‌طور گسترده در سراسر کشور در دسترس هستند.
چالش دیگری که صنعت بازی‌های ویدیویی در برزیل با آن مواجه است، بار مالیاتی بالای محصولات بازی است. دولت برزیل بر روی کنسول‌ها و بازی‌های ویدیویی مالیات و تعرفه وضع می‌کند که باعث می‌شود آنها نسبت به بسیاری از کشورها گران‌تر شوند.
با وجود این چالش‌ها، صنعت بازی‌های ویدیویی در برزیل همچنان به رشد خود ادامه می‌دهد. بسیاری از بازی‌سازان برزیلی در سال‌های اخیر ظهور کرده‌اند و بازی‌هایی را خلق کرده‌اند که نشان‌دهنده فرهنگ و سنت‌های منحصربه‌فرد این کشور است. برزیل همچنین میزبان چندین رویداد و کنفرانس بازی است، از جمله نمایشگاه بازی برزیل، که بزرگ‌ترین رویداد بازی در آمریکای لاتین است.
به‌طور کلی، آینده بازی‌های ویدیویی در برزیل روشن به نظر می‌رسد و انتظار می‌رود که در سال‌های آینده رشد ادامه یابد زیرا این صنعت همچنان به بلوغ و تثبیت ادامه می‌دهد.